# 16mm 필름

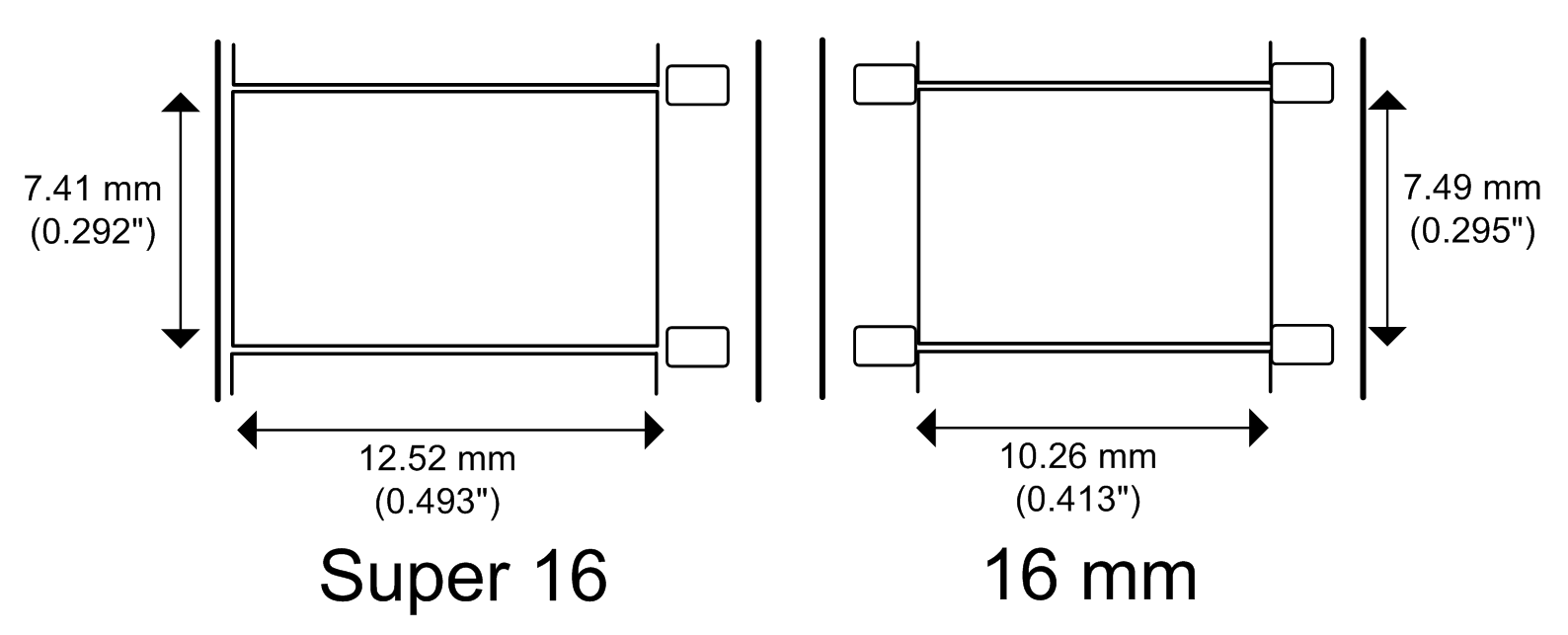
슈퍼 16과 16mm 필름

16mm 필름은 동영상 카메라의 필름 규격이다. 16mm는 필름의 너비를 뜻하며, 이 밖에 잘 알려진 필름 규격으로 8mm 필름과 35mm 필름이 있다.

## 역사
이스트먼 코닥이 1923년 16mm 필름을 선보였으며 이는 아마추어에게는 35mm 필름보다 가격이 더 저렴한 대안이었다.

## 기술 사양
- 프레임 당 7.62 mm (피트 당 40 프레임, 인쇄 기준)—프레임 당 7.605 mm (카메라 기준)
- 122 m (400 feet) = 약 11분 @ 24 프레임/초
- 수직 풀다운(vertical pulldown)